# Спасский монастырь (Кобрин)
Спа́сский монасты́рь — женский православный монастырь в городе Кобрине Брестской области Белоруссии. Основан в XV веке князьями кобринскими. После принятия Брестской церковной унии 1596 года монастырь стал униатским, принадлежал ордену базилиан. После Полоцкого церковного собора 1839 года закрыт. В 2010 году восстановлен в качестве женского православного монастыря.
Из всего исторического монастырского комплекса до наших дней сохранился лишь двухэтажный жилой корпус — памятник архитектуры барокко. Ныне это здание является центральной постройкой восстановленного Спасского монастыря.

## История
В литературе основание монастыря традиционно датируется 1497 годом. При этом известно, что ещё в 1465 году княжна кобринская Ульяна со своим сыном Иваном Семёновичем из своих владений передали церкви Святого Спаса Кобринского монастыря мельницу на реке Шевни (приток Мухавца) с прудом и землёй и некоторое движимое имущество местным священнослужителям.
В 1492 году княжна Федора Ивановна (жена князя Ивана Семёновича) добавила к монастырским землям село Корчицы, передала во владение две корчмы, а также часть прибыли со «всякого хлеба» и мельницы на реке Кобринка.
В первой половине XVI века монастырь был переведён в архимандрию.
В 1512 году великий князь литовский Сигизмунд I Старый подтвердил право монастыря на пожалования Федоры. Позднее Федора перешла в католичество и передала часть монастырских земель в имении Быстрица боярам М. Жамбоцкому и Г. Х. Постригачу. В 1541 году после иска архимандрита кобринского Васиана эти земли были возвращены монастырю.
В 1549 году по инициативе королевы Боны была произведена ревизия монастырских имуществ. Кроме предметов культа, в монастыре находилась библиотека с очень редкими томами. Проводивший ревизию боярин Семён Яскович особое внимание обратил на Евангелие древнего письма, окованное серебром, и на другие рукописные книги размером в десять (самый большой формат). В библиотеке были и первые печатные кирилличные книги, изданные в 1491 году Швайпольтом Фиолем в Кракове: «Октоих» и «Триоди».
20 мая 1595 года в монастыре прошли переговоры о церковной унии между епископом Владимирско-берестейским Ипатием Потеем, епископом Луцким и Острожским Кириллом Терлецким с одной стороны и Киевским митрополитом Михаилом Рогозой с другой.
После подписания акта Берестейской церковной унии в 1596 году монастырь был переведён в униатство и решением королевы Анны Ягеллонки переходил под юрисдикцию Терлецкого. Последним православным архимандритом был Иона (в миру шляхтич Иван Петрович Гоголь), который позже стал униатским турово-пинским епископом.
В разное время монастырь находился в управлении таких иерархов, как епископ Пинский Паисий (1603), архимандрит Кобринский Шатинский (1613), епископ Пинский Рафаил Корсак (1632), архимандрит Кобринский Бенедикт Глинский (1678), епископ Владимирский и Брестский, архимандрит Кобринский Леонид Залесский (1691) и архимандрит Андрей Бенецкий (1747).
В 1626 году в монастыре проходил Кобринский церковный собор высшего униатского духовенства. В XVII веке монастырские земли находились в деревнях Корчицы, Лепесы, Ходыничи, Новосёлки, Кустовичи. Кроме того, монастырю принадлежали фольварки Гоголевка и Петьки, Толермонтовский застенок, Хильцевщина (деревня Быстрица) и некоторые другие земли.
Монастырь подвергался разрушению во время боевых действий и грабежей, неоднократно был перестроен. Так, например, во время Кобринского боя 27 июня 1812 года пожаром была уничтожена древняя деревянная монастырская церковь.
В 1839 году, после ликвидации унии, монастырь был закрыт. В монастырских зданиях расположилось духовное училище, уничтоженное пожаром 1895 года. Жилой корпус монастыря стоял в запустении до 20-х годов XX века, когда здание было отремонтировано по приказу польских властей. В ходе реконструкции были полностью уничтожены остатки внутреннего храма. По словам бывшего директора Кобринского музея А. М. Мартынова, в ходе работ были найдены остатки захоронений кобринских князей, а также замурованные в стенах скелеты в оковах. В отремонтированном здании разместился суд Кобринского повета.

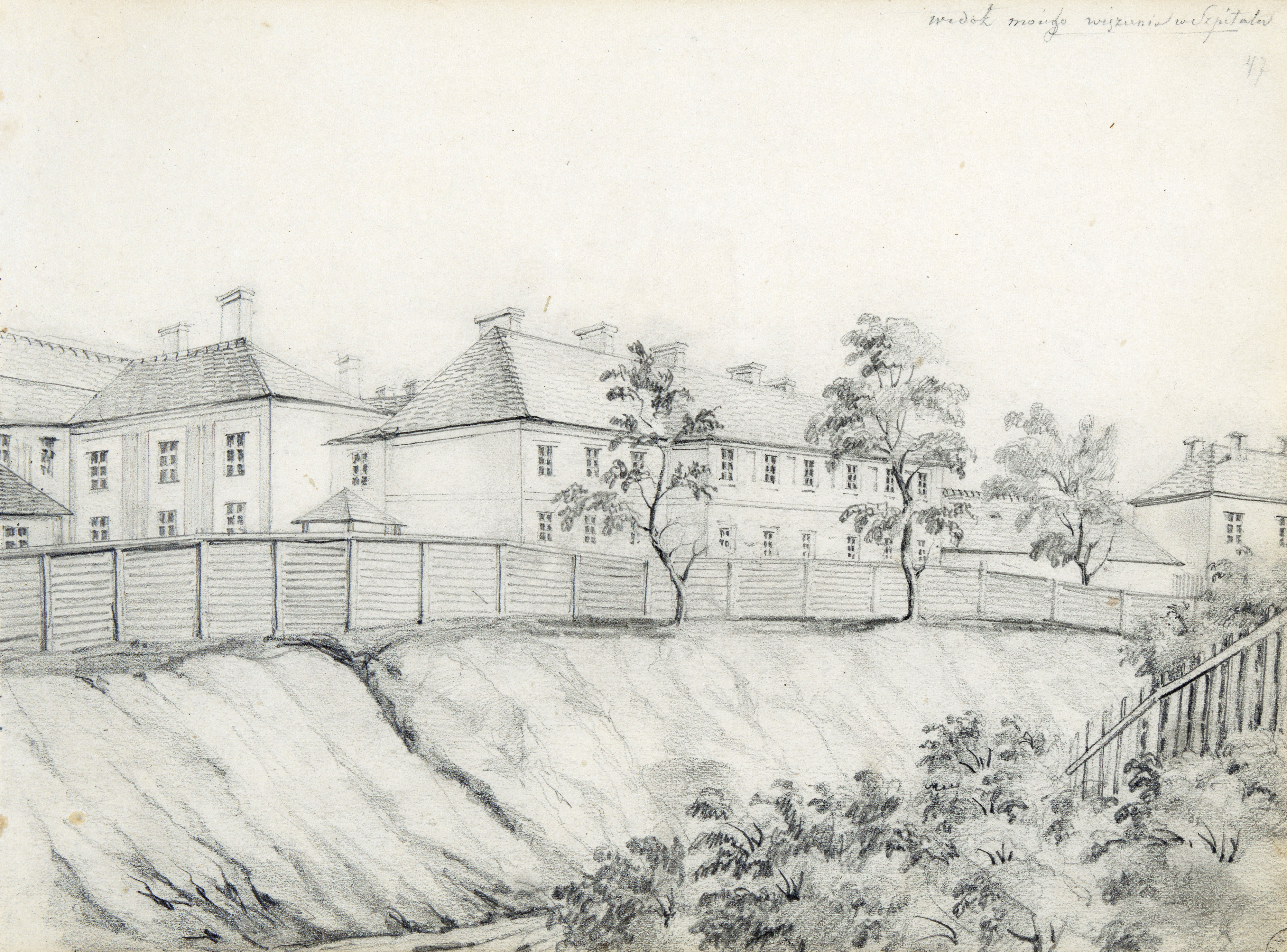
Комплекс бывшего монастыря. Рисунок Наполеона Орды, 1866 год
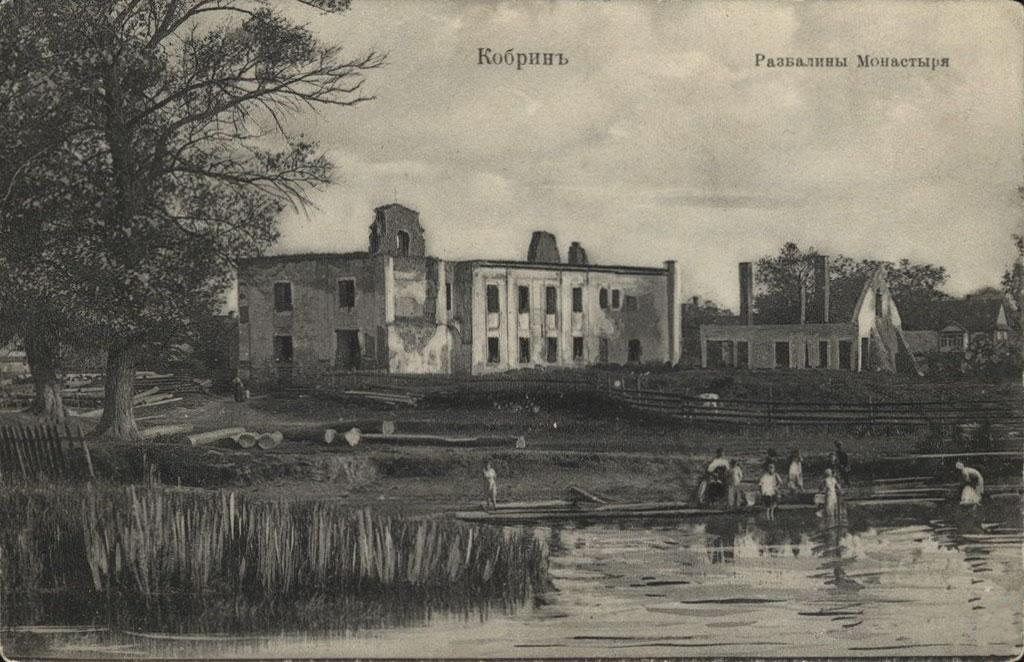
Развалины монастыря, фото до 1914 года
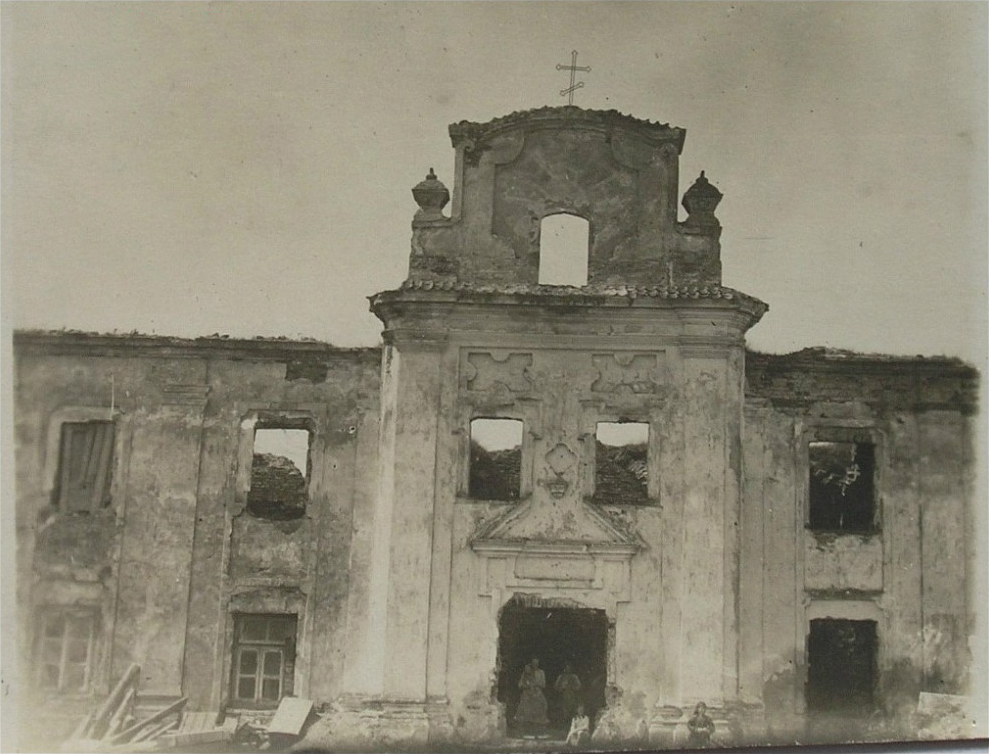
Развалины монастыря, фото ок. 1916 года
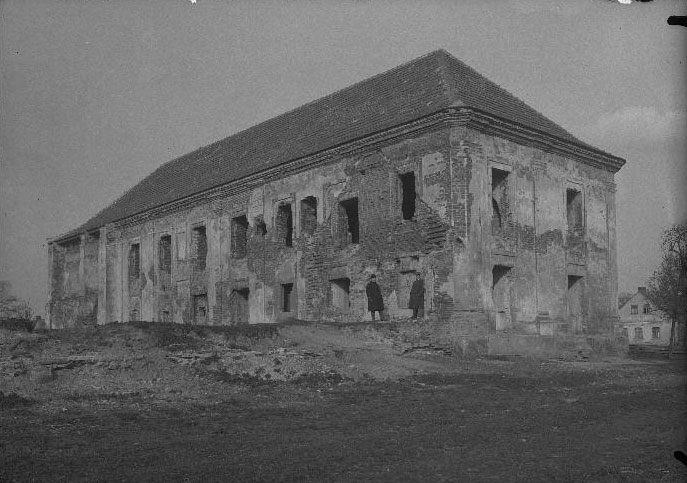
Здание монастыря в процессе реставрации, фото 1920-х годов
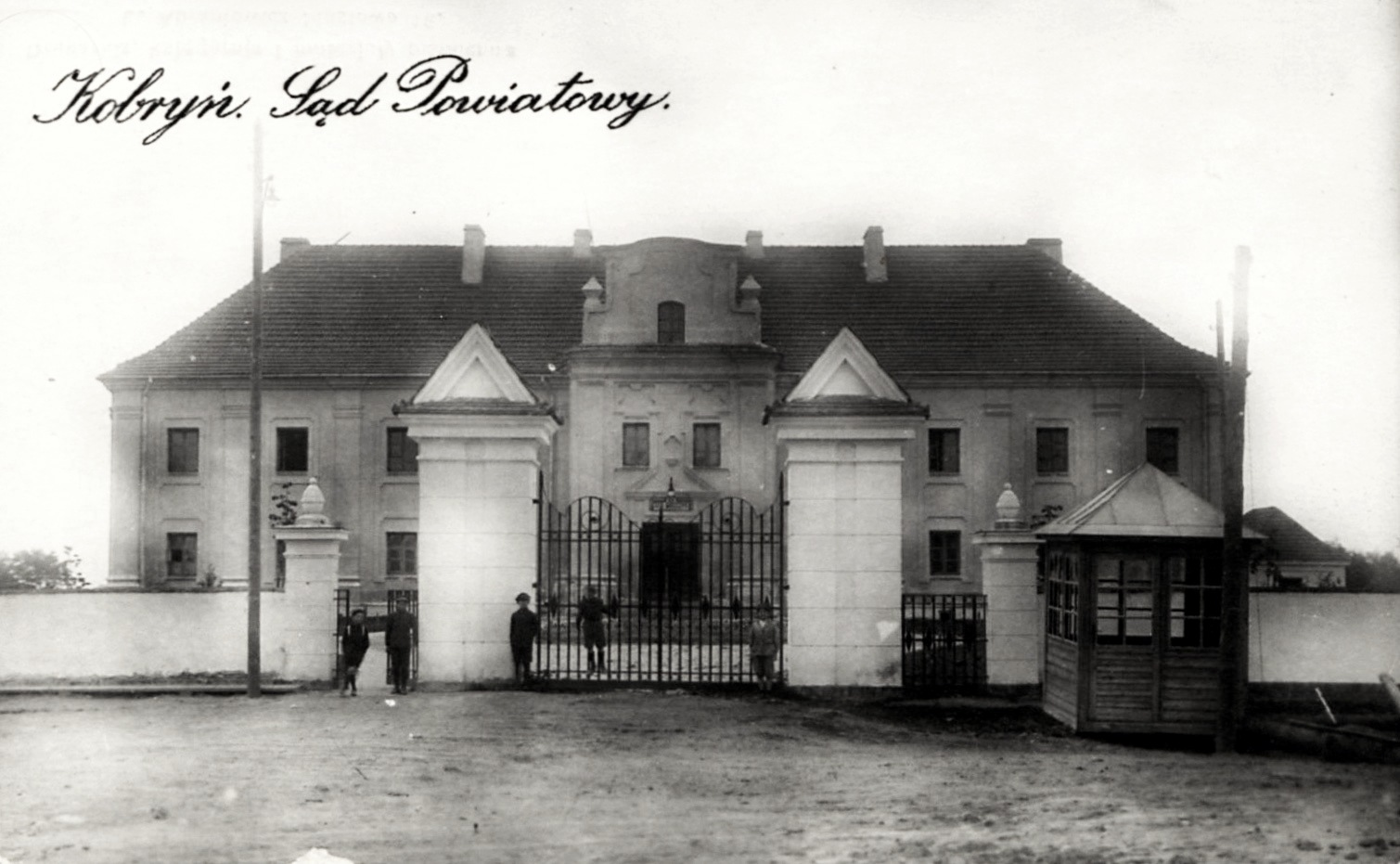
Отреставрированное здание монастыря, фото до 1929 года

После войны здание было передано под горкомхоз, а с 1962 года здесь располагалось районное отделение внутренних дел (РОВД).
20 ноября 2010 года, после переезда милиции в новое здание, синод Белорусской православной церкви благословил открытие здесь женского монастыря во имя Всемилостивого Спаса. 22 ноября 2011 года в монастырь был доставлен список с иконы Божией Матери «Скоропослушница».
После восстановления монастыря при нём было возведено одноэтажное знание келейной (новый жилой корпус), был проведён капитальный ремонт исторического здания жилого корпуса.
В 2015 году в монастыре отметили 550-летие со времени первого письменного упоминания.

## Жилой корпус
Единственной постройкой, сохранившейся от исторического Спасского монастыря, является жилой корпус в стиле барокко, построенный, вероятно, во второй половине XVIII века. Двухэтажный прямоугольный в плане корпус накрыт высокой крышей с изломами и достигает 30-и метров в длину и 10 в ширину. Главный фасад симметричен, центральный ризалит выделен аттиковым фронтоном с лучковым завершением, насышен лепными декоративными элементами. Фасады раскрепованы пилястрами и фигурными филёнками вокруг прямоугольных оконных проёмов. Развит карниз.
Перекрытия над этажами балочные, свод подвала — цилиндрический. Изначальная внутренняя планировка не сохранилась. Ранее центральную часть корпуса занимала монастырская церковь. В северо-западном углу первого этажа находилась трапезная. Другие помещения были жилыми и служебными.